# Los Rios (região)
| XIV Região de Los Ríos                                                     |                                                  |
|                                                                            |                                                  |
| Brasão                                                                     | Bandeira                                         |
| Localização no Chile                                                       |                                                  |
| Localização da Los Rios (região)                                           |                                                  |
| Dados                                                                      |                                                  |
| Capital • População • Coordenadas                                          | Valdivia 153.577 (est. 2006) 39°49′28"S, 73°12′O |
| Intendente • Províncias                                                    | Iván Flores García Ranco Valdivia                |
| Superfície • Total • % nacional • % agua Fronteiras Costas                 | 11º posição 18.429,5 km² n/d                     |
| População • Total • Densidade                                              | 10º posição 373.712 (est. 2006) 20,28 hab./km²   |
| PIB (PPC) • Total • PIB per capita                                         | US$ 8.466 milhões (4,98%) US$ 7.247              |
| Congressistas • Senado • Câmara dos Dep.                                   | 2 senadores 4 deputados                          |
| Códigos telefônicos                                                        | +56-63                                           |
| Código ISO                                                                 | CL-LR                                            |
| Governo Regional de Los Ríos                                               |                                                  |
| Os dados sobre o PIB foram calculados incluindo as atuais X e XIV regiões. |                                                  |

A Região de Los Rios, ou XIV Região é uma das 16 regiões do Chile, localizada no sul do país. A capital regional é a cidade de Valdivia.
A XIV Região foi criada em 2 de outubro de 2007 a partir da divisão da X Região de Los Lagos, ficando esta com a parte central e sul da área territorial e a nova região na parte norte.
Limita-se ao norte com a Região de Araucanía, ao sul com a Região de Los Lagos, a leste com a Argentina e a oeste com o Oceano Pacífico.

## Divisão político-administrativa da Região de Los Rios
A Região de Los Rios, para efeitos de governo e administração interior, se divide em duas províncias:
| Província | Área em km² | População (2002) | Capital  |
| --------- | ----------- | ---------------- | -------- |
| Valdivia  | 10.197,2    | 259.243          | Valdivia |
| Ranco     | 8.232,3     | 97.153           | La Unión |

Para fins de administração local, as províncias estão subdivididas em 12 comunas:
| Panguipulli Futrono Río Bueno Lago Ranco La Unión Corral Paillaco Valdivia Máfil Lanco Mariquina Los Lagos |          |             |
| Província                                                                                                  | Capital  | Comuna      |
| Valdivia                                                                                                   | Valdivia | Corral      |
| |          | Lanco       |
| |          | Los Lagos   |
| |          | Máfil       |
| |          | Mariquina   |
| |          | Paillaco    |
| |          | Panguipulli |
| |          | Valdivia    |
| Ranco | La Unión | Futrono     |
| |          | La Unión    |
| |          | Lago Ranco  |
| |          | Río Bueno   |